# واژه معرب
واژهٔ معرّب به‌معنای واژه‌ای است که در اصل عربی نبود و از دیگر زبان‌ها وارد عربی شد و همراه با دگرگونی، صورتِ عربی گرفته است. به‌ویژه این اصطلاح در فارسی به‌معنای واژه‌های فارسی است که در عربی وارد شدند و به‌کار می‌روند. پس از اسلام، زبان عربی در ایران رواج یافت و شمار زیادی از واژگان این زبان وارد فارسی شد. از سوی دیگر، واژگان فارسی نیز یا به‌صورت دخیل یا به‌صورت تعریب وارد زبان عربی شده است. چون حروف پ، چ، ژ و گ در فارسی، در الفبای زبان عربی همتا ندارند (در تمام گویش‌های عربی این حروف تلفظ می‌شوند) و نیز برخی از حروف الفبای عربی مانند ء، ص، ض، ط، ظ، ع، ق، این واژگان طبق  کتاب فرهنگ واژه های اوستا که در فارسی نبود. [۷] در الفبای فارسی نیستند هنگام وامگیری واژگان، این حروف را معرّب یا مفرَّس کرده‌اند. برای مثال، واژهٔ «طست» که همان «تَشْت» فارسی و «نرجس» که همان «نرگس» فارسی است. چند مثال دیگر: سَلجَم (شلغم)، سِراج (چراغ)، طازَج (تازه)، شَوَندَر (چغندر)، خیارشَنبَر (خیارچنبر)، فُستُق (پسته)، بابوج (پاپوش)، باذِنجان (بادنجان)، بِرکار (پرگار)، بَرنامَج (برنامه)، سُنباذَج (سنباده)، نیشان (نشان)، شیک.
سیبویه نوشته است که واژگان فارسی که شامل حرف گ هستند، در زبان عربی به شکل ج یا ق درمی‌آیند و حرف پ به ب و ف درمی‌آید. او همچنین می‌نویسد که پسوند ـَک در فارسی، در زبان عربی به شکل ـَج یا ـَق درمی‌آید.

## انواع

### معرّب‌ها از فارسی به فارسی
- پرکاربرد: خندق، زیج، خنجر، تیر، کفش، کهربا، سنجاب، یاقوت، فیروز، سکنجبین، نرجس، جرجان، ابریق، برقع، ابریسم، یاسمین، جلّاب، طَیَلسان، تیاتر، توتیا، فادَزَهر،[۴][۵]تلغراف،

### معرّب‌ها از نافارسی به فارسی
ساج، ارغنون، جغرافیا، اسحاق

### تعریب چ به ص
بسیاری واژگان پارسی دارای چ هستند که به ص دگرگون شده‌اند. نمونه‌ها:
- چلیپ: صلیب
- چرم: صرم => صارم